# Jalagaranahalli, Arsikere
Jalagaranahalli là một làng thuộc tehsil Arsikere, huyện Hassan, bang Karnataka, Ấn Độ.